# Al naturale
Al naturale è un termine utilizzato in araldica per indicare una figura nel suo colore nella vita reale e non di smalto. 
Qualifica le figure rappresentate col loro colore proprio. Per gli esseri umani il colore naturale è il carnagione, ma viene chiamato al naturale in blasonatura.  e per il cielo nell'araldica italiana (specialmente quella civica) viene indicato come campo di cielo. Per alcune figure, poi, il colore al naturale è rappresentato in modo convenzionale:
- il cervo è smaltato di rosso; tuttavia questa particolarità è duramente contestata dal Volpicella, secondo cui «siccome il fine principale del linguaggio araldico è proprio quello di essere sobrio e chiaro, e soprattutto di evitare confusioni, conviene lasciare le vecchie bizzarrie dell'araldica agli araldisti bizzarri, e saggiamente chiamar rosso il cervo rosso»[1];
- la testa di moro, come dice il nome, di nero.
- l'albero ha il tronco marrone e il fogliame di verde.

Il colore al naturale può essere posto indifferentemente sopra un metallo o sopra un colore, senza violare la regola di contrasto dei colori. Nei disegni in bianco e nero il colore al naturale si rappresenta lasciando la figura in bianco ed ombreggiandola ove opportuno. Taluni araldisti hanno proposto di rappresentare il colore al naturale con piccoli segni a forma di "c" che simulano piccole squame. Tale convenzione sarebbe utile per distinguere una figura al naturale da una d'argento.
L'espressione al naturale descrive l'armellino quando si vuole indicare l'animale e non la pelliccia. Allo stesso modo monte al naturale descrive il monte disegnato con pareti scoscese invece che nel modo convenzionale rappresentato da rettangoli verticali sormontati da semicerchi.

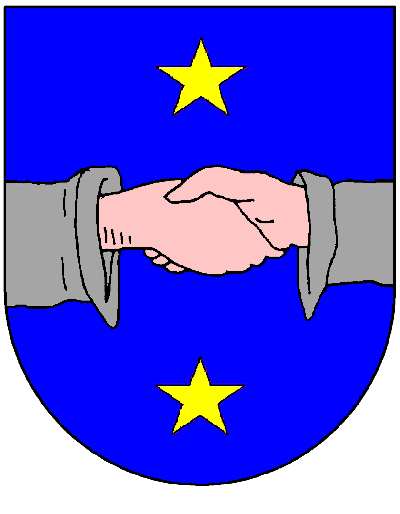
Fede al naturale (di carnagione) (famiglia Amigant, Spagna)
Barile e tralcio di vite al naturale (stemma di Lagundo)
Grifoni al naturale
Gatto al naturale
Donna al naturale
Vetta al naturale